# … Sings Modern Talking: Let’s Talk About Love
… Sings Modern Talking: Let’s Talk About Love – dwudziesty solowy album niemieckiego piosenkarza Thomasa Andersa, wydany 2 maja 2025 roku. Jest to drugi album z serii Thomas Anders ...sings Modern Talking.

## Lista utworów
| Nr  | Tytuł utworu                                                      | Długość |
| --- | ----------------------------------------------------------------- | ------- |
| 1.  | „Cheri Cheri Lady (Thomas’ Version)”                              | 3:45    |
| 2.  | „With A Little Love (Thomas’ Version)”                            | 3:17    |
| 3.  | „Wild Wild Water (Thomas’ Version)”                               | 4:23    |
| 4.  | „You’re The Lady Of My Heart (Thomas’ Version)”                   | 3:41    |
| 5.  | „Just Like an Angel (Thomas’ Version)”                            | 3:15    |
| 6.  | „Heaven Will Know (Thomas’ Version)”                              | 4:14    |
| 7.  | „Love Don’t Live Here Anymore (Thomas’ Version)”                  | 4:35    |
| 8.  | „Why Did You Do It Just Tonight (Thomas’ Version)”                | 4:15    |
| 9.  | „Don’t Give Up (Thomas’ Version)”                                 | 3:29    |
| 10. | „Let’s Talk About Love (Thomas’ Version)”                         | 3:53    |
| 11. | „Love Society (New Bonus Track)”                                  | 3:40    |
| 12. | „Don’t Break My Soul (New Bonus Track)”                           | 3:01    |
| 13. | „Cheri Cheri Lady (Thomas’ Version – In The Mix)”                 | 3:04    |
| 14. | „With A Little Love (Thomas’ Version – In The Mix)”               | 2:54    |
| 15. | „Wild Wild Water (Thomas’ Version – In The Mix)”                  | 2:55    |
| 16. | „You’re The Lady Of My Heart (Thomas’ Version – In The Mix)”      | 3:10    |
| 17. | „Just Like an Angel (Thomas’ Version – In The Mix)”               | 2:48    |
| 18. | „Heaven Will Know (Thomas’ Version – In The Mix)”                 | 3:36    |
| 19. | „Love Don’t Live Here Anymore (Thomas’ Version – In The Mix)”     | 3:45    |
| 20. | „Why Did You Do It Just Tonight (Thomas’ Version – In The Mix)”   | 2:35    |
| 21. | „Don’t Give Up (Thomas’ Version – In The Mix)”                    | 2:52    |
| 22. | „Let’s Talk About Love (Thomas’ Version – In The Mix)”            | 3:12    |
| 23. | „Love Society (New Bonus Track – In The Mix)”                     | 3:10    |
| 24. | „Don’t Break My Soul (New Bonus Track – In The Mix)”              | 2:41    |
| 25. | „Cheri Cheri Lady (Thomas’ Version – Instrumental)”               | 3:45    |
| 26. | „With A Little Love (Thomas’ Version – Instrumental)”             | 3:17    |
| 27. | „Wild Wild Water (Thomas’ Version – Instrumental)”                | 4:23    |
| 28. | „You’re The Lady Of My Heart (Thomas’ Version – Instrumental)”    | 3:41    |
| 29. | „Just Like an Angel (Thomas’ Version – Instrumental)”             | 3:15    |
| 30. | „Heaven Will Know (Thomas’ Version – Instrumental)”               | 4:14    |
| 31. | „Love Don’t Live Here Anymore (Thomas’ Version – Instrumental)”   | 4:35    |
| 32. | „Why Did You Do It Just Tonight (Thomas’ Version – Instrumental)” | 4:15    |
| 33. | „Don’t Give Up (Thomas’ Version – Instrumental)”                  | 3:29    |
| 34. | „Let’s Talk About Love (Thomas’ Version – Instrumental)”          | 3:53    |
| 35. | „Love Society (New Bonus Track – Instrumental)”                   | 3:40    |
| 36. | „Don’t Break My Soul (New Bonus Track – Instrumental)”            | 3:01    |
|     |                                                                   | 2:07:38 |

Na podstawie Discogs.